# 罗马站 (巴黎地铁)
罗马站（法語：Rome）是法国巴黎地铁2号线的一个车站，位于巴黎第八区和巴黎十七区的边界，於1902年10月7日启用。车站以意大利首都罗马命名，邻近法国中等师范学院和希伯台剧院。

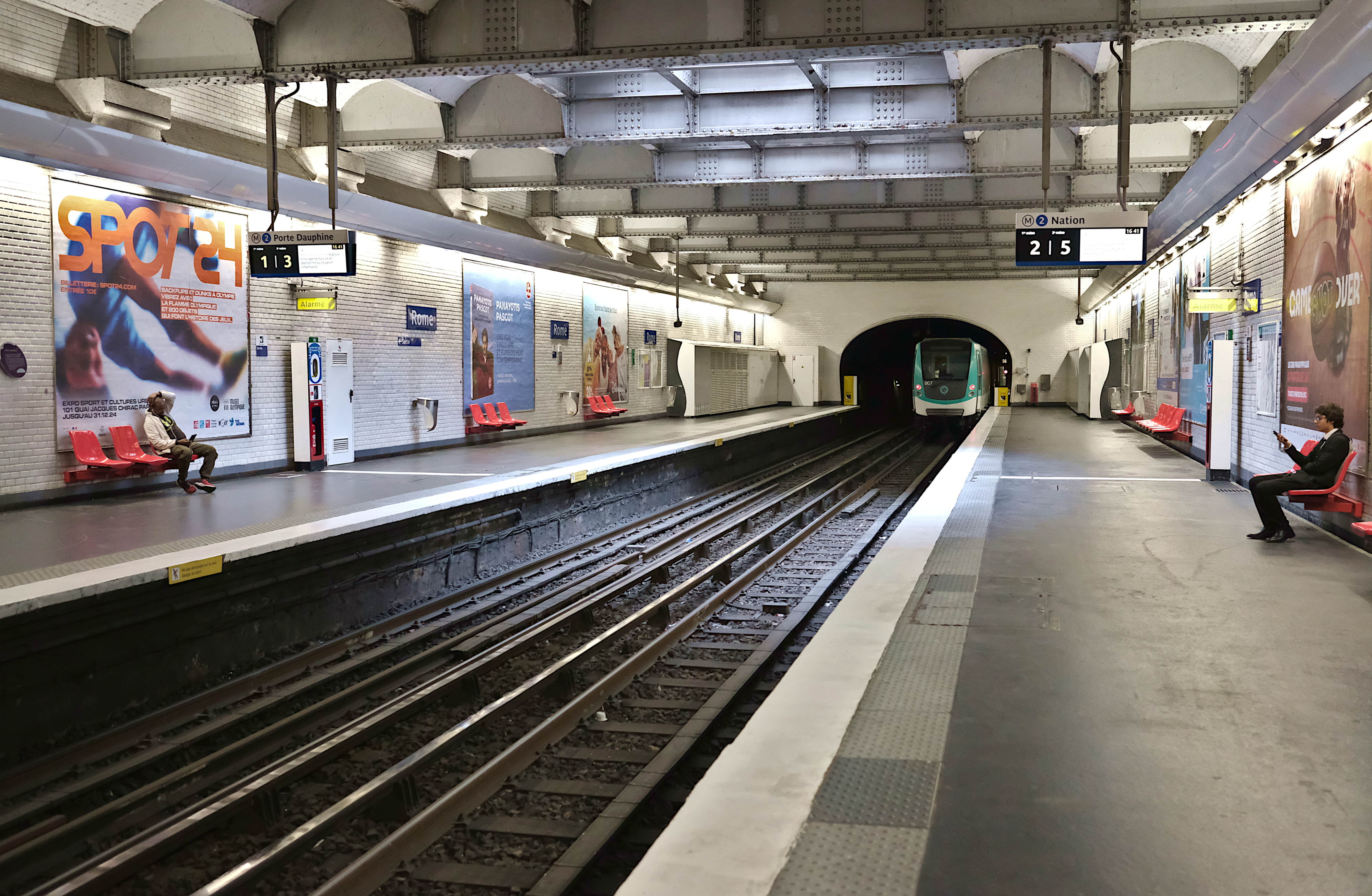
月台 (2024年9月)

## 車站結構
| 街道   |                    |                          |
| B1     | 月台連接夾層       |                          |
| 月台層 | 側式月台，右側開門 | 側式月台，右側開門       |
| 月台層 | 西行               | 往王妃門（維利耶爾）     |
| 月台層 | 東行               | 往民族廣場（克利希廣場） |
| 月台層 | 側式月台，右側開門 |                          |